# İncirlik légitámaszpont
Az İncirlik légitámaszpont a NATO egyik légitámaszpontja, mely Törökország délkelet-anatóliai régiójában található, 11 kilométerre Adana városától. Körülbelül 1500 katonai személy tartózkodik itt, főképp amerikaiak.

## Története
A támaszpontot 1951 tavaszán kezdte el építtetni az amerikai légierő, közép- és nehézbombázók vészhelyzetben történő leszállásához és javításához. 1954-ben az amerikai légierő és a török hadsereg megállapodást írtak alá a közös használatról.
1955. február 21-én hivatalosan Adana légitámaszpont lett a neve. Már nem sokkal átadása után nagy szerepet játszott olyan amerikai hadműveletekben és kémrepülésekben, mint az Operations Overflight. 1958. február 28-án İncirlik légitámaszpontra nevezték át. Az 1958-as libanoni krízis idején F-100, B-57, RF-101, RB-66, F-86D és WB-66-osok szálltak fel a légitámaszpontról.
Az 1970-es és 80-as években főképp oktatási és gyakorlatoztató szerepet töltött be, kivéve a ciprusi válság ideje alatt, amikor az USA fegyverembargót rendelt el Törökország ellen, válaszul Törökország bezárta az ország összes amerikai légitámaszpontját, csak az İncirlik és İzmir légitámaszpontok működését engedélyezték, azokat is csak a NATO-ban betöltött szerepük miatt, de itt is megszüntettek minden, nem NATO-missziókkal kapcsolatos tevékenységet. 1980. március 29-én kölcsönös megállapodással a légitámaszpont újra megnyitotta kapuit az Egyesült Államok előtt.
Az Egyesült Államok az öbölháború során is használta a légitámaszpontot, az innen felszálló gépek iraki célpontokat támadtak. A támaszpont részt vett az iraki kurdok mentésében 1996-ban.
2004-ben a támaszponton több ezer, Irakban szolgáló amerikai katona vonult át, úton az Egyesült Államok felé.